# Nevado el Cisne
De Nevado el Cisne ("de besneeuwde zwaan") is een vulkaan gelegen in de Colombiaanse departementen Caldas en Tolima en maakt deel uit van het complex van de Nevado del Ruiz. De berg ligt in het Parque Nacional de los Nevados en is 4636 meter hoog.
De lavakoepel bestaat uit basaltisch en andesitisch gesteente en is lang geleden gevormd; de laatste uitbarsting van de vulkaan is onbekend. 